# John Wemyss (1er comte de Wemyss)
John Wemyss, 1er comte de Wemyss (1586-1649) est un homme politique écossais.

## Biographie
Fait chevalier en 1618, Wemyss devient baronnet de la Nouvelle-Écosse en 1625, avec une charte de la baronnie de New Wemyss dans cette province du Canada. En 1628, il est élevé à la pairie d’Écosse en tant que Lord Wemyss d’Elcho. En 1633, il est nommé Lord Elcho, Methel et comte de Wemyss, également dans la pairie d’Écosse.
Il est lord haut commissaire de l'Assemblée générale de l'Église d'Écosse, conseiller privé et membre du comité des états. Wemyss soutient ensuite le Parlement écossais contre Charles Ier lors de la guerre des Trois Royaumes et est décédé en 1649. Il épouse Jane Gray (fille de Patrick Gray (6e Lord Gray) (en) et sa deuxième épouse, Mary Stewart, fille de Robert Stewart, 1er comte d'Orkney, oncle du roi) et son fils unique, David, second comte, lui succède. 